# عشق و حال مجانی
عشق و حال مجانی (به انگلیسی: Fun and Fancy Free) یک پویانمایی موزیکال فانتزی والت دیزنی است که در ۲۷ سپتامبر ۱۹۴۷ توسط رادیو پیکچرز پخش شد. این فیلم نهمین فیلم انیمیشن والت دیزنی و چهارمین فیلم بسته‌ای استودیو در دهه ۱۹۴۰ برای پس‌انداز پول در دوران جنگ جهانی دوم است. از فیلم‌های بسته‌ای اواخر دهه ۱۹۴۰ دیزنی که کمک مالی شایانی به این شرکت کردند می‌توان به به سیندرلا (۱۹۵۰) و پس از آن آلیس در سرزمین عجایب (۱۹۵۱) و پیتر پن (۱۹۵۳) اشاره کرد.
این فیلم دارای دو داستان است که اولی در مورد خرسی به نام بانگو است که از سیرک فرار کرده و دومی بازگویی داستان جک و لوبیای سحرآمیز با حضور میکی‌ماوس، دانلد و گوفی است که با چند لوبیای سحرآمیز، قلعه ویلی گنده را در آسمان پیدا می‌کنند. آخرین گویندگی والت دیزنی برای میکی‌ماوس در میکی و لوبیای سحرآمیز انجام شد زیرا او بسیار درگیر پروژه‌های دیگر بود.

## داستان

### بانگو
یک خرس سیرک به نام بانگو آرزوی زندگی آزاد را در سر می‌پروراند و دوست دارد که در جنگل زندگی کند. او در سیرک بدنیا آمده‌است و تمام عمر خود را در سیرک گذرانده اما بیرون از صحنه نمایش با او به خوبی رفتار نمی‌شود. یک روز که او را با قطار به محل بعدی نمایش می‌برند او از قطار فرار می‌کند و…

### میکی و لوبیای سحرآمیز
«میکی»، «دونالد» و «گوفی» در جایی زندگی می‌کنند که همه چیزش را از دست داده‌است. تنها غذایی که آنها دارند یک قرص نان است و حتی «دونالد» نقشه قتل تنها گاوشان را می‌کشد. به همین دلیل «میکی» تصمی می‌گیرد گاو را با چند لوبیای سحرآمیز عوض کند و…

## بازیگران
- ادگار برگن – خودش، چارلی مک‌کارتی و مورتیمر اسنرد
- لوانا پاتن – خودش
- داینا شور – خواننده، گوینده بانگو
- کلیف ادواردز – جیمینی کریکت
- والت دیزنی – میکی‌ماوس
- کلارنس نش – دانلد داک
- پینتو کالویگ – گوفی
- بیلی گیلبرت – ویلی غوله
- آنیتا گوردون – چنگ آوازخوان
- مردان پادشاه – مردمان دره شادی